# José Jaime Brosel Gavilá
Mons. José Jaime Brosel Gavilá (* 13. června 1967, Valencie) je španělský římskokatolický kněz a relátor Kongregace pro blahořečení a svatořečení.

## Život
Narodil se 13. června] 1967 ve Valencii.
Roku 1992 byl vysvěcen na kněze. Ve stejný rok získal bakalářský titul z teologie na teologické fakultě San Vicente Ferrer ve Valencii a roku 1997 obdržel licenciát z teologie na teologické fakultě San Dámaso v Madridu. Poté odešel do Říma, kde studoval na Papežské salesiánské univerzitě, zde získal doktorát z teologie.
Působil jako předseda Diecézní komise pro katechismus ve Valencii, jako profesor na teologické fakultě San Vicente Ferrer a v Diecézním institutu náboženských věd.
Dne 13. října 2017 jej papež František jmenoval relátorem Kongregace pro blahořečení a svatořečení.